# Wilhelm Burza

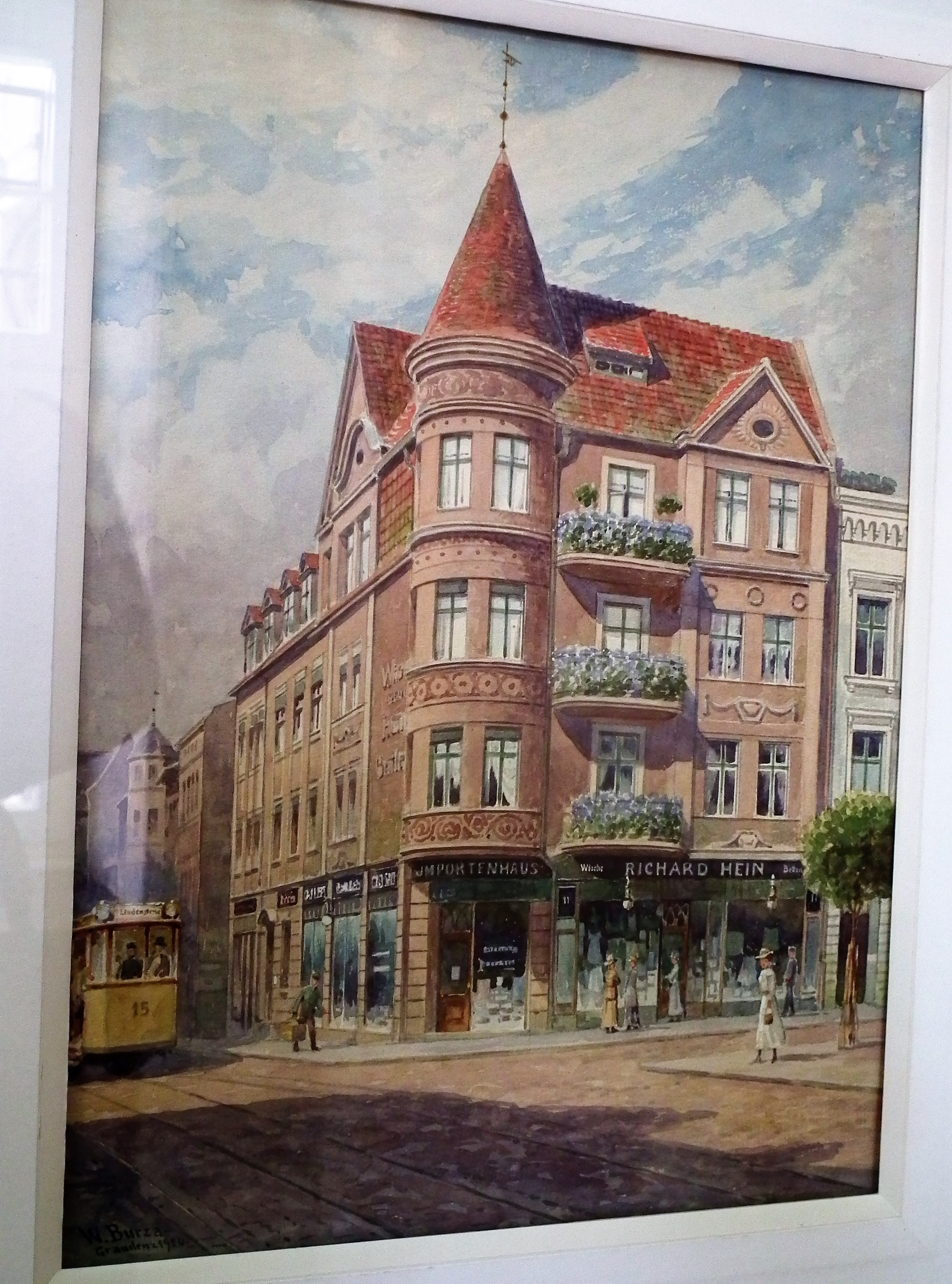
Kamienica narożna przy Rynku w Grudziądzu, 1920

Wilhelm Burza (ur. 24 grudnia 1871 w Brodnicy, zm. w lutym 1945 w Gdańsku) – artysta malarz.
Malarstwo studiował w Niemczech, jednak szczegóły nie są znane. Od około 1906 r. mieszkał w Grudziądzu. Wykonywał dekoracje malarskie kościołów ewangelickich, a w Grudziądzu malowidła w budynku starostwa (zniszczony w 1945 r.), obecnym I Liceum Ogólnokształcącym przy ul. Sienkiewicza i II LO przy ul. Marcinkowskiego. Malował widoki miast pomorskich, szczególnie Grudziądza, wyróżniające się sugestywnie oddaną atmosferą, a także portrety. Był zdolnym rysownikiem. Jego obrazy znajdują się w zbiorach Muzeum w Grudziądzu i Muzeum Prus Zachodnich w Münster oraz w kolekcjach prywatnych. W latach 1921–1927 był nauczycielem rysunku w Państwowym Gimnazjum Żeńskim, a w od 1922 r. do emerytury w 1931 w gimnazjum z niemieckim językiem nauczania (tzw. Goetheschule), ponadto projektował scenografię dla Sceny Niemieckiej (Deutsche Bühne) w Grudziądzu.  